# Phaenochitonia debilis
Phaenochitonia debilis är en fjärilsart som beskrevs av Bates 1868. Phaenochitonia debilis ingår i släktet Phaenochitonia och familjen Riodinidae. Inga underarter finns listade i Catalogue of Life.